# Neretvanský průliv

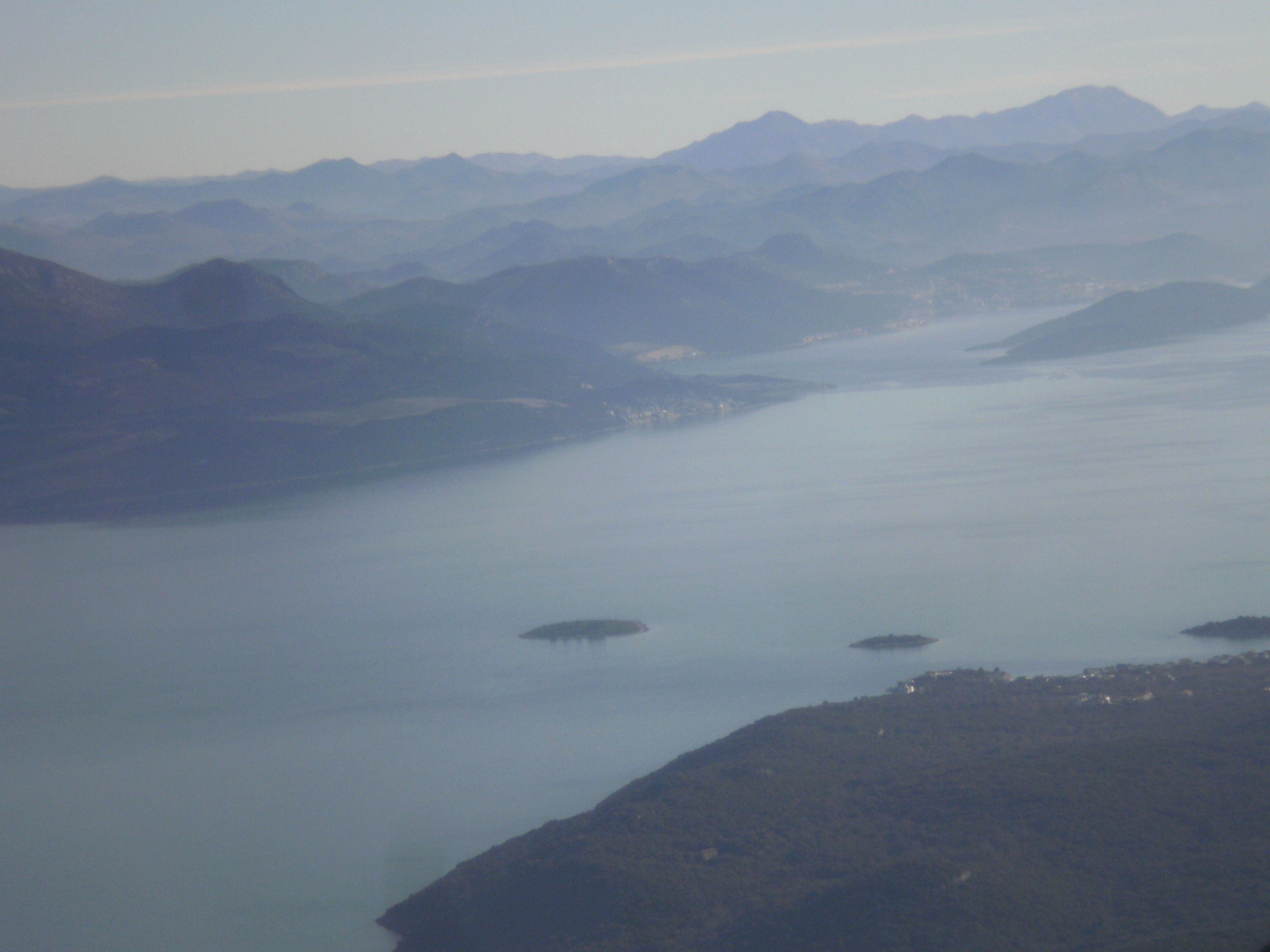
Pohled na kanál z poloostrova Pelješac

Neretvanský průliv (chorvatsky Neretvanski kanal, italsky Canale della Narenta) je mořský průliv, který od sebe odděluje jihovýchodní část pobřeží ostrova Hvar a pobřeží pevniny od Zaostrogu až k mysu Međed a poloostrovu Pelješac. Veden je v západovýchodním směru.

## Geografie
Kanál začíná od pomyslné linie, která vede ze zátoky Smarska, dále pak od jižního pobřeží Hvaru, mysu Lovišće, na konci severozápadně od poloostrova Pelješac. Severním směrem je průliv vymezen pobřežím Hvaru, mysem Sućuraj, kde se nachází maják. Na jihovýchod, po ústí Neretvy, začíná tzv. malo more. Průliv postupně přechází směrem na východ do tzv. Malostonského zálivu, který se nachází jižně od ústí řeky Neretvy a v blízkosti měst Ston a Neum. Na západ přechází v širší moře, v tzv. Korčulský průliv.
V průlivu se nacházejí celkem tři ostrovy: Divna, Osinj a Trpanj.[zdroj?] Hloubka moře se v průlivu pohybuje okolo 30–50 m.

## Historický význam a doprava
Historicky představoval kanál severní hranici Dubrovnické republiky. Severně od něj se již nacházela Dalmácie a východně Osmanská říše. Po roce 1878 byla všechna území v okolí zálivu součástí Rakousko-Uherska a později Jugoslávie. V moderní době má kanál především dopravní význam, a to pro námoční dopravu do přístavu Ploče, odkud vede železniční trať do Bosny a Hercegoviny. Hloubka kanálu je dostatečná na to, aby ním mohly plout i ty největší námořní lodi, navigace skrz kanál není náročná a intenzita dopravy ve směru z chorvatského pobřeží na otevřené moře je poměrně nízká.